# One of Us (песня Джоан Осборн)
«One of Us» (с англ. — «Один из нас») — песня, сочинённая американским музыкантом Эриком Базилианом (The Hooters), наиболее известна в исполнении певицы Джоан Осборн. Выпущенная в марте 1995 года в альбоме Relish песня добилась большого успеха на родине певицы, добравшись до 4-го места в хит-параде Billboard Hot 100, а также получив три номинации на соискание премии «Грэмми» («Лучшее женское вокальное поп-исполнение», «Запись года», «Песня года»). Помимо этого, композиция заняла верхнюю строчку чартов ряда других стран: Австралии, Канады, Бельгии (Фландрия) и Швеции, а также добралась до 6-го места в Великобритании, кроме того, она отметилась в Top-20 хит-парадов ещё по меньшей мере 12 государств.

## Предыстория
В одном из интервью Базилиан рассказал: «Я написал [„One of Us“] однажды ночью — [эта была] самая быстрая песня, которую я когда-либо сочинял, — с целью произвести впечатление на девушку. Песня сработала — теперь мы женаты и у нас двое детей. Мы записали половину альбома „Relish“, когда Рик Чертофф и Джоан, Роб и я все вместе сделали демо „One of Us“, это дурацкое, небольшое демо, которое я в итоге поместил в качестве скрытого трека на компакт-диск своего дебютного сольного альбома, и воспроизвёл [его] им. Мне даже в голову не приходило, что к этому можно подключить [вокал] Джоан, но, мудрый Рик спросил её, считает ли она, что могла бы спеть эту песню. Мне кажется, что это было гораздо лучше, нежели если бы он просто спросил „не хочешь ли ты это спеть“. Ответ мог быть и не положительным. Но она утвердительно сказала, что может спеть эту песню, и мы записали небольшое живое демо под гитарный аккомпанемент. Когда я сел в машину и вставил кассету [с демо], я сразу же начал репетировать речь, которую мы должны были произнести на „Грэмми“».

## Тематика песни
Песня посвящена различными аспектам веры в Бога, поднимая перед слушателем вопросы о том, что было бы при его встрече со Всевышним, например: «Смог бы ты обратиться к Нему [Богу] по имени» или «Захотел бы ты увидеть его, если бы это требовало от тебя веры в небеса, в Спасителя, в святых и в пророков?».
Альбомная версия песни начинается с первых четырёх строчек композиции под названием «The Aeroplane Ride», написанной 27 октября 1937 года американским фольклористом Аланом Ломаксом и его женой Элизабет для архива американской народной песни в Библиотеке Конгресса, c миссис Нелл Хэмптон из города Салайерсвилл, штат Кентукки, поющей вариацию гимна Джона С. Макконнелла 1928 года «Heavenly Aeroplane».

## Музыкальное видео
На песню был снят музыкальный клип, дуэтом режиссёров Марка Селигера и Фреда Вудворда. Действие видео, по большей части, происходит на Кони-Айленде, демонстрируя различные достопримечательности этого места, такие как американские горки, колесо обозрения и нью-йоркский аквариум, чередующиеся с винтажными снимками с эффектом сепии, а также Джоан, поющей перед камерой.

## Отзывы критиков
Музыкальный критик Рох Паризьен из AllMusic назвал песню «простым, прямолинейным высказыванием о вере, честным, без приукрашивания, обрамленным почти идеальным припевом и восхитительным гитарным риффом в духе Нила Янга». В 2007 году композиция заняла 54-е место в списке «100 величайших песен 1990-х годов» по версии телеканала VH1, а также 10-е в рейтинге «40 величайших песен исполнителей одного хита, 1990-х» этого же телеканала.

## Список композиций
1. «One of Us» (single edit) — 5:05

Сингл (компакт-диск) — Франция
1. «One of Us» (edit) — 4:16
2. «One of Us» (album version) — 5:21

Сингл (компакт-диск) — США
1. «One of Us» (album version) — 5:21
2. «Dracula Moon» — 6:21

Макси-сингл (компакт-диск) — Европа
1. «One of Us» (edit) — 4:16
2. «Dracula Moon» — 6:21
3. «One of Us» (album version) — 5:21
4. «Crazy Baby» (live from Fox Theatre[англ.]) — 8:06

## Участники записи
- Джоан Осборн — вокал
- Эрик Базилиан[англ.] — гитара, бэк-вокал, электрическое фортепиано
- Марк Эган[англ.] — бас-гитара
- Роб Хайман[англ.] — ударные, меллотрон, бэк-вокал
- Уильям Уайттман — звукоинженер, микширование

## Появление в других медиа
- Песня была специально перезаписана Джоан Осборн для телесериала «Новая Жанна д’Арк», где использовалась в качестве основной музыкальной темы.
- Песня звучит в телесериале «Убойный отдел» в конце эпизода «Sniper Part 1» (1996).
- Песня фигурирует в саундтреке фильма «Дорогой Боженька».
- «One of Us» можно услышать в финале эпизода «Rampage» телесериала «Детектив Раш».
- Песня фигурирует в триллере «Ванильное небо». Сначала главный герой Тома Круза поет её когда его везут на трансплантацию лица; позже в фильме звучит оригинальная композиция.
- Композиция звучит в саундтреке фильма «Брюс Всемогущий».
- Песня фигурирует в 16-м эпизоде 2-го сезона телесериала «Люцифер».
- Кавер-версию песни исполняют актёры сериала «Хор» в эпизоде второго сезона «Grilled Cheesus».
- Кавер-версию песни выпустил Принс в своём альбоме Emancipation.

## Чарты и сертификация
| Чарт (1995—1996)                    | Высшая позиция |
| ----------------------------------- | -------------- |
| Австралия (ARIA)                    | 1              |
| Австрия (Ö3 Austria Top 40)         | 13             |
| Бельгия/Валлония (Ultratop 50)      | 4              |
| Бельгия/Фландрия (Ultratop 50)      | 1              |
| Канада (RPM Top Singles)            | 1              |
| Канада (RPM Adult Contemporary)     | 5              |
| Канада (RPM Rock/Alternative)       | 1              |
| (IFPI CR)                           | 2              |
| (IFPI)                              | 2              |
| Финляндия (Suomen virallinen lista) | 19             |
| Франция (SNEP)                      | 10             |
| Германия (GfK)                      | 18             |
| (Mahasz)                            | 2              |
| (Íslenski Listinn Topp 40)          | 2              |
| Ирландия (IRMA)                     | 8              |
| Нидерланды (Dutch Top 40)           | 12             |
| Нидерланды (Single Top 100)         | 14             |
| Новая Зеландия (Recorded Music NZ)  | 11             |
| Норвегия (VG-lista)                 | 2              |
| Шотландия (OCC Scotland)            | 5              |
| Швеция (Sverigetopplistan)          | 1              |
| Великобритания (OCC UK Singles)     | 6              |
| США (Billboard Hot 100)             | 4              |
| США (Billboard Adult Contemporary)  | 20             |
| США (Billboard Adult Pop Airplay)   | 16             |
| США (Billboard Alternative Airplay) | 7              |
| США (Billboard Pop Airplay)         | 2              |

| Чарт (1996)              | Позиция |
| ------------------------ | ------- |
| (ARIA)                   | 6       |
| (Ultratop 50 Flanders)   | 8       |
| (Ultratop 50 Wallonia)   | 16      |
| Top Singles (RPM)        | 16      |
| Adult Contemporary (RPM) | 50      |
| Rock/Alternative (RPM)   | 46      |
| (SNEP)                   | 55      |
| (Official German Charts) | 67      |
| (Dutch Top 40)           | 69      |
| Billboard Hot 100        | 30      |

| Страна | Статус     | Дата           | Тираж   |
| ------ | ---------- | -------------- | ------- |
| [ 44 ] | Платиновый | 1996           | 10,000  |
| [ 45 ] | Золотой    | 26 января 1996 | 500,000 |